# ジョン・ペトルーシ
ジョン・ペトルーシ（John Petrucci、本名John Peter Petrucci、1967年7月12日 - ）は、アメリカのプログレッシブ・メタル・バンド、ドリーム・シアターのギタリストで、ミュージシャン、作曲家。

## 経歴
12歳のときにギターを弾き始め、はじめはレッド・ツェッペリンやディープ・パープル、ブラック・サバス、レインボーといったバンドのコピーをしていたが、次第に「個性的なギタリストに惹かれていった」ことにより、メタリカやラッシュやイエス、オジー・オズボーンなどのロックバンドに傾倒していく。ギタリストとしては、偶然にも「スティーヴ」または「アル」と名のつくギタリストに影響されたとしている。スティーヴ・モーズ、スティーヴ・ヴァイ、スティーヴ・ハウ、スティーヴィー・レイ・ヴォーン、アレックス・ライフソン（ラッシュ）、アル・ディ・メオラ、アラン・ホールズワースなどがそれにあたり、またそれ以外ではリッチー・ブラックモア、ジェイムズ・ヘットフィールド、エドワード・ヴァン・ヘイレン、ランディ・ローズ、イングヴェイ・マルムスティーン、デヴィッド・ギルモア 、ジョー・サトリアーニ、パコ・デ・ルシアなどに影響を受けているとしている。
ハイスクールの最後の2年間音楽理論を学び、その後バークリー音楽大学に進学する。そこでドラマーのマイク・ポートノイと出会い、進学前からの友人だったジョン・マイアングとバンド「MAJESTY」を結成する。その後バークリー音楽大学を中退後（実際には同校のシステム上「休学」が正しい）音楽活動を開始し、1989年に『ホエン・ドリーム・アンド・デイ・ユナイト』でデビューする。その際すでに同じ名前のバンドがあることからバンドを「DREAM THEATER」と改名する。以降のバンド活動はドリーム・シアターの項を参照。
90年代は甘いルックスとロックギタリストらしい長髪がトレードマークであったが、2001年にばっさりと髪を切っている(現在、髪はまた伸びている)。90年代後半以降は濃いあごひげも大きな特徴。
2005年7月現在既婚、Rena夫人と3人の子供がいる。夫人もギタリストであり、マイアング夫人Lisa、ポートノイ夫人Marleneと共にガールズメタルバンド「Meanstreak」で活動していた。現在も現役であり、ジューダス・プリーストのガールズトリビュートバンド「Judas Priestess」で活動している。夫人の甥はペリフェリーのギタリスト、ジェイク・ボーウェンである。

## ドリーム・シアター以外での活動
サイドプロジェクトとして「リキッド・テンション・エクスペリメント」（以下LTE）が有名。ジョーダン・ルーデスをキーボードに、トニー・レヴィンをベースに、マイク・ポートノイをドラムに迎え入れたインストゥルメンタル・バンドで、個々の超絶的なテクニックがメロディアスな曲を珠玉の作品に仕立てており、今もって人気の高いプロジェクトである。2枚のアルバムを制作したが、ジョーダン・ルーデスをドリーム・シアターに迎え入れるにあたり、両バンドで同じメンバーが3人もいては二つのバンドをやる意味がないということから、1999年に正式に解散している。なお、現在でもLTEの曲は「Paradigm Shift」や「Acid Rain」などがドリーム・シアターのライブにてよく演奏されることがある。
2000年頃から自身初のソロ・アルバムの制作に着手し、早いうちに基本的な録音は終了していたようだが、G3（後述）への参加や、ドリーム・シアターのアルバム制作などで度々中断を余儀なくされていた。しかし2005年3月1日についに初のソロ・アルバム『Suspended Animation』を発売するにいたる。長らくの間、購入する方法は彼の公式サイトからの通信販売のみであったが、現在は音楽配信サービスでも聴取可能となっている。
2001年6月より、ジョー・サトリアーニ率いるG3のツアーに参加し、そこで早くもソロ・アルバムに収録されることになる曲の原型を演奏していた。その後に2005年5月からのG3ツアーに再度参加し、G3の日本初公演の一員となる。

## 音楽性
ロック、それもプログレッシブ・ロックやヘヴィメタルを基調とした曲を書く。変拍子も使用し、ときおり19/16拍子といった極めて変則的な変拍子も曲によっては登場する。他にもポリ・リズムを多用し、キーボードは4拍子なのにギターとドラムは6拍子を演奏している、といった凝った曲もある。メロディアスなプレイや旋律を好み、バラードなども得意とする。一方でギタリストとしては珍しく作詞も数多く手がけ、ドリーム・シアターの楽曲でも多数彼の歌詞を目にする事ができる。
若い頃から練習に明け暮れていた事をギター雑誌などで明言しており、その言葉通りありとあらゆるロックのテクニックに精通している。速弾き、スウィープ、タッピング、レガートなどの正確性は他のギタリストの追随を許さないほどずば抜けている。またアコースティック・ギターも演奏し、フラメンコ風なプレイも見せる。Ernie Ballのシグネチュアモデルにピエゾピックアップを搭載したのはライブでアコースティック・ギターのパートを再現するため。
近年ではコーラスにも挑戦しており、ドリーム・シアターにおける彼のコーラスワークは欠かせないものとなっている。

## 機材
1990年頃から日本のギター会社、Ibanez（アイバニーズ）とエンドース契約を結び、長い間愛用していた。ピカソ風のイラストが描かれたボディは今なお独特のオリジナリティを放っている。またドリーム・シアターの3rdアルバム『アウェイク』より7弦ギターを使用し始めた。
2000年より使用ギターをIbanezからアメリカのErnieBall（日本では一般的にMusicManの名前で知られる）に変更してエンドース契約を交わし、ボディシェイプは同一、カラー違いなどで7、6、12弦、個別のセッティングなど複数の仕様を製作している。前モデルに対し中低音域が強い、温かみのある音を得た。また、ロック式トレモロからノン・ロック式のトレモロへとブリッジが変更されている事も大きな相違点である。
ギターのP.U.はIbanez時代はディマジオのAir Norton(フロント)とSteve's Special(リア)の組み合わせを使用していたが、ErnieBallに変更した際にそれぞれを改良したディマジオ製のカスタムP.U.へと変更し、これをさらにダウンチューニングに合うように改良したものが後にD Sonicとして発売された。2009年にはこれに更に改良を加えたLiquiFire(フロント)とCrunch Lab(リア)を発表、ギターに搭載している。またErnieBall製になってからはピエゾP.U.が搭載されており、ペトルーシモデルの大きな特徴となっている。ライブ時に、アルバムではクリーンギターとアコースティック・ギターを重ねているパートでも、両方の出力をミックスすることにより本物に近い音色を再現している。
アンプ、キャビネット共にメサ・ブギーのモデルを愛用している。
ライブではフットスイッチ群の左右にモニタースピーカーが設置されている。難しい速弾きなどの際に片足を乗せ、クラシック奏法に近い姿勢で演奏する。
長いシールドを取り回して演奏していることが基本であったが、近年は、Shure AD4Qのワイヤレスシステムをマルチラックに組み込んで使用している。

## 人物
- シリアスな歌詞や音楽性とは裏腹に、ひょうきん且つ穏やかな性格で、クリニックなどでも質問には快く答えてくれる。
- 既婚者であり、近年、彼の息子がジョンがかつて在籍していたバークリー音楽大学へと進学した。息子については、ジョン曰く「僕とは音楽的趣向はまるで正反対」
- 結成当初は長髪を靡かせる細身の美青年であったが近年はヒゲを蓄え始め、2020年代以降は髪の毛と髭が一体化した風貌となりファンからは熊と呼ばれている。

### 日本語表記
Petrucciはイタリアの姓で、日本ではオートバイレーサーのダニロ・ペトルッチや元F1エンジニアのニコロ・ペトルッチのようにペトルッチと表記されることがある。2024年現在ドリーム・シアターの作品をリリースしているソニー・ミュージックエンタテインメントは、ペトルーシと表記している。

## ディスコグラフィ

### ソロ・アルバム
- Suspended Animation (2005年3月1日)
- Terminal Velocity (2020年8月28日)

### ドリーム・シアター
詳しくは「ドリーム・シアターの作品」を参照

### リキッド・テンション・エクスペリメント
- 『リキッド・テンション・エクスペリメント』 - Liquid Tension Experiment (1998年3月10日)
- 『リキッド・テンション・エクスペリメント 2』 - Liquid Tension Experiment 2 (1999年6月15日)
- 『リキッド・テンション・エクスペリメント 3』 - Liquid Tension Experiment 3 (2021年4月14日)

### G3（ジョー・サトリアーニ、スティーブ・ヴァイとの共演プロジェクト）
- 『G3 ライヴ・イン・トーキョー』 - G3 - Live In Tokyo (2005年8月25日)

### ジョン・ペトルーシ & ジョーダン・ルーデス
- An Evening with John Petrucci & Jordan Rudess (2000年12月11日)

### 教則
- Rock Discipline (VHSビデオ、1995年、2002年DVD化)
- Rock Discipline 書籍版 (1997年、Rittor Music) - CD付きだがビデオと同内容 ISBN 4845602172
- John Petrucci's Wild Stringdom (2000年、英語版のみ) -「Guitar World」誌のでの連載をまとめた内容 ISBN 0769291023